# Hotel Dusk: Room 215
Hotel Dusk: Room 215 (ウィッシュルーム 天使の記憶?, Wisshu Rūmu Tenshi no Kioku, lett. "La stanza dei desideri: La memoria dell'angelo") è un'avventura grafica/visual novel noir sviluppata da Cing e pubblicata da Nintendo per Nintendo DS.
Annunciato nell'ottobre 2005 con il titolo Wish Room, il videogioco è stato presentato all'Electronic Entertainment Expo 2006. Distribuito inizialmente in Nord America nel gennaio 2007, il gioco è stato nuovamente pubblicato nel 2008 come parte della serie Touch! Generations.
Nel 2010, in Giappone ed Europa è stato distribuito il sequel Last Window: Il segreto di Cape West.

## Trama
Venerdì 28 dicembre 1979. Dopo aver lasciato Manhattan tre anni prima, l'ex-detective del NYPD Kyle Hyde inizia a lavorare come venditore per la Red Crown, un'azienda che ufficialmente si occupa di vendite a domicilio ma che in segreto si occupa di ritrovare oggetti scomparsi in circostanze misteriose, e che viene diretta da Ed Vincent, ex poliziotto e amico del suo defunto padre, Chris, che in passato ha fatto lo scassinatore ed è morto durante quello che doveva essere l'ultimo colpo. La prossima tappa di Kyle è l'Hotel Dusk, un piccolo e solitario motel a nord del Nevada.
Durante il check-in a Dunning Smith, il proprietario del motel, viene in mente che sei mesi prima, il 30 giugno, è passato un uomo col suo stesso nome e la sua stessa età. La descrizione fisica che ne fa porta Kyle a credere che si tratti di Brian Bradley, un suo ex collega e amico del quale si sono perse le tracce da tre anni: insieme indagavano sotto copertura sulla Nile, un'organizzazione criminale specializzata in furti di opere d'arte rivendute al mercato nero, ma quando Bradley fu accusato di aver tradito la polizia, Kyle lo inseguì fino a un molo sul fiume Hudson e gli sparò, facendolo cadere in acqua. Kyle prende alloggio nella stanza 215, chiamata “Desiderio” perché si dice che faccia avverare i desideri di chi vi dorme. Nel corso di poche ore, Kyle, grazie anche all'aiuto telefonico di Ed e della segretaria Rachel, porterà a galla molti segreti relativi sia agli ospiti dell'Hotel Dusk sia al motel stesso, in parte legati anche al proprio passato.
- Louis DeNonno: ex ladruncolo, ora facchino e barista all'Hotel Dusk. In passato, cercò di cambiare vita insieme all'amico Danny, ma quest'ultimo fu ucciso da J, un poliziotto sotto copertura infiltrato nella Nile, che si appropriò di un prezioso dipinto e dei soldi dell'asta segreta. Era il 24 dicembre 1976, lo stesso giorno in cui Kyle sparò a Bradley, rivelando che J e Bradley erano la stessa persona. In fuga, Louis si rifugiò nell'hotel, dove ha vissuto nascosto. La Nile, credendolo colpevole del furto, lo ha rintracciato di recente. Durante gli eventi dell'hotel, diventa alleato di Kyle.
- Melissa Woodward: bambina che soffre per l'assenza della madre Grace, andata via dopo continui litigi con il padre Kevin. I genitori non le hanno mai spiegato il vero motivo della separazione. Alloggia nella stanza “Coraggio” (n.219) insieme al padre.
- Martin Summer: noto scrittore di romanzi gialli, un tempo giornalista. Anni prima, ormai disilluso di poter diventare scrittore e invidioso dell'amico Alan Parker, più talentuoso e determinato di lui, rubò la bozza del suo primo romanzo e la inviò a un concorso letterario facendolo passare per suo, vincendo il primo premio. Quando l'assistente di Alan scoprì cos'era successo, Martin lo pagò per insabbiare la verità. È all'Hotel Dusk perché Alan, sparito senza lasciare traccia dopo lo shock del tradimento, lo descrisse come «un luogo legato a dei ricordi molto importanti». Dice di voler rivelare tutto alla stampa nella speranza che Alan venga ritrovato, e Kyle lo incoraggia a farlo, avendo già parlato con Helen, la madre di Alan, alla quale restituisce la penna stilografica appartenuta al figlio che Martin aveva conservato. Porta con sé un segnalibro col dipinto “L’angelo che apre la porta” di Osterzone. Alloggia nella stanza “Onore” (n.211).
- Jeff Damon: ragazzo ricco di Beverly Hills figlio di Larry Damon, il migliore avvocato sulla piazza, il quale però è anche bugiardo e corrotto, disposto a collaborare anche con la criminalità organizzata per denaro. Disgustato dai loschi affari del padre con la Nile, gli ruba 30.000 dollari e una pistola, fuggendo all'hotel sotto falso nome Jeff Angel. Organizza un piano per denunciare il padre ai media e svelare a tutti che razza di persona sia in realtà. Kyle prova a dissuaderlo perché la Nile potrebbe uccidere Larry per ripicca, suggerendogli di essere lui il primo a cambiare per dare una lezione autentica al padre, che lo ha sempre svalutato. Alloggia nella stanza “Fiducia” (n.213).
- Helen Parker: ex illusionista di grande talento a Las Vegas, è la madre di Alan Parker. Dopo essere diventata madre, il marito la convinse a smettere di lavorare, ma Helen non riuscì a dimenticare il fascino del palcoscenico e abbandonò la famiglia per la carriera. Tuttavia, incontrò casualmente il figlio venti anni dopo proprio alla festa inaugurale dell'Hotel Dusk, dove si incontrarono di nuovo dieci anni dopo. Alan le raccontò i suoi sogni e lei gli regalò una penna stilografica come auguro per una strepitosa carriera da scrittore. Kyle le restituisce la penna avuta da Martin, le racconta perché Alan è scomparso e che un suo amico lo sta cercando; Helen è certa che Alan perdonerà l'amico perché è di animo buono, avendo perdonato anche lei. Alloggia nella stanza “Angelo” (n.212).
- Kevin Woodward: chirurgo all'Ospedale Robbins di Santa Monica e padre di Melissa. Due anni prima, un suo paziente morì sotto i ferri; lui fece tutto il possibile, ma la famiglia dell'uomo lo citò in tribunale accusandolo di aver sbagliato durante l'operazione chiedendo un risarcimento esorbitante. La moglie Grace, una gallerista d'arte con cui ha avuto la figlia Melissa, si offrì di trovare i soldi necessari, ma rifiutò sempre di rivelare come ci fosse riuscita. La mancanza di fiducia e i continui litigi rovinarono il loro matrimonio, portando Grace ad andarsene. Kevin arriva all'hotel seguendo un indizio trovato tra le sue cose: una scatola di fiammiferi del luogo. Alloggia nella stanza “Coraggio” (n.219) insieme alla figlia.
- Iris / Cecily Lee: Sorella minore di Grace, ex modella e aspirante attrice cinematografica dopo alcune esperienze in televisione. Ha vissuto un'infanzia difficile perché la madre, una donna bellissima ma dal carattere estremamente debole, doveva sempre appoggiarsi a qualcuno, perdendo continuamente la testa per moltissimi uomini che l'hanno sempre e soltanto illusa. Gli amori di loro madre le costringevano a continui traslochi, perciò non è neanche così strano che lei e Grace siano nate da due padri diversi. Dopo che la madre morì in un incidente aereo a Las Vegas nel 1960, il perfido patrigno di allora s'intascò tutto il denaro del risarcimento della compagnia aerea e spedì le sorelle in adozione in due case diverse. A vent'anni ritrovò Grace, ma si allontanò di nuovo sentendosi inferiore a lei. Anni dopo, Grace la incontrò presso la sua agenzia e le confessò di voler solo rivederla, dandole coraggio. Sei mesi prima di giungere all'hotel, Iris ricevette una busta contenente una nastro e una lettera in cui Grace spiegò di aver fatto una cosa terribile per aiutare la sua famiglia e chiedendole, se non si fosse fatta sentire prima di Natale, di portare il nastro all'Hotel Dusk e di consegnarlo all'uomo che ha dipinto l'angelo, senza però rivelarne l'identità. Kyle le rivela che Kevin è il marito di Grace e Melissa è la loro figlia. Alloggia nella stanza “Successo” (n.216).
- Rosa Fox: cameriera dell'Hotel Dusk, è sposata con un marinaio ed è madre di un broker che lavora a Wall Street. Accudisce una ragazza misteriosa di nome Mila, giunta sola all'hotel. Mila è alla ricerca del padre e indossa un braccialetto con il proprio nome, lo stesso della sorella di Bradley. Rosa sospetta che sia figlia del proprietario Dunning, proprietario dell'hotel da cinque anni, che qualche tempo prima le rivelò di avere una figlia che vive lontano; Kyle, però, le rivela che la ragazza è figlia di Robert Evans, proprietario della Galleria May. Dunning vuole che Mila venga portata alla polizia.

Kyle scopre da Ed che la Galleria May, fondata dal nonno di Robert Evans e gestita da lui per ventitré anni, è stata chiusa sette anni prima senza motivazioni ufficiali; da allora, Evans è scomparso e la sua famiglia non ha mai sporto denuncia. La moglie morì in un incidente aereo nel 1960, lasciandolo solo ad accudire la figlia Mila.
Esaminando cinque nature morte appese in vari punti dell’hotel, Kyle nota che ognuna ha una lettera nascosta: insieme formano il nome “Jenny”, già visto in un biglietto per gli auguri di compleanno nell'ufficio di Dunning. Nella stanza 111, Kyle, Rosa e Mila trovano l’ultimo dipinto. Mila, svenuta, viene rianimata da Kyle e parla per la prima volta dicendo «Non portate via Jenny». Racconta poi che dieci anni prima stava giocando proprio lì con Jenny mentre aspettava suo padre, quando un uomo entrò e portò via l’amica. Mila fu colpita e cadde in coma per dieci anni, risvegliandosi sei mesi prima all’Ospedale Robbins; per lo shock perse l'uso della parola e, non riuscendo a contattare suo padre e non sapendo dove altro andare, decise di tornare all'Hotel Dusk. Kevin conferma che la ragazza è stata ricoverata per tutto quel tempo, e che il padre veniva a visitarla regolarmente ma che ha smesso dopo il suo risveglio; inoltre, poco prima che ciò accadesse, la ragazza venne visitata da un uomo presentatosi come Kyle Hyde e, dopo aver cercato inutilmente Evans, la direzione dell'ospedale prò a contattare anche quest'uomo senza risultati. Kyle scopre che Evans ha chiuso l’Hotel Dusk nel 1969, subito dopo averlo comprato, e cinque anni dopo fu acquistato da Dunning.
Rosa avverte Kyle che Dunning se n'è andato con Mila e non sono ancora tornati. Esaminando la camera di Dunning, Kyle trova un vecchio dépliant del motel, un articolo di giornale su Osterzone e altri biglietti di auguri per Jenny. Kyle si dirige alla cantina, l'unico posto di cui non esiste una copia, trova Louis svenuto e subito dopo viene tramortito con un colpo alla nuca. Ripresa conoscenza, Kyle scopre un passaggio segreto nascosto dietro uno scaffale dei vini e prosegue da solo, lasciando indietro Rosa e Louis per andare a cercarlo se non dovesse tornare.
Sceso nel seminterrato, Kyle entra in una stanza e vi viene chiuso dentro. Mentre cerca un modo per uscire, trova un libro sulla vita di Osterzone scritto da Evans, tra le cui pagine c'è una foto di Dunning e Jenny. In un cassetto trova una lettera di Evans, che aveva appena chiuso la Galleria May, in cui chiede a Dunning un ultimo favore, e in cambio potrà riabbracciare Jenny; decifrando col monitor il codice trovato nella lettera, Kyle scopre che la vera identità di Osterzone è Dunning. Louis salva Kyle riaprendo la porta, poi, grazie a un martello recuperato nella stanza, Kyle abbatte dei mattoni e scoprono uno studio di pittura dove è nascosto il dipinto dell'angelo, quello preso da Bradley – che quindi era a conoscenza dell'attività di Dunning e del fatto che lavorasse per Evans – nel magazzino della Nile tre anni prima e restituito all'autore. Percorrendo ancora il seminterrato, i due scoprono una porta segreta oltre la quale trovano Dunning e Mila. Incalzato da Kyle, Louis e Mila, Dunning racconta la sua storia.
Nel 1960, Dunning ed Evans si incontrarono casualmente in aeroporto dopo un tragico incidente aereo a Las Vegas, in cui persero le loro mogli; entrambi avevanodue figlie piccole e si erano conosciuti all'università, perdendosi di vista. Evans, che aveva ereditato la Galleria May, e Dunning, che lottava per realizzare il sogno di diventare pittore, si riavvicinarono. Evans, impressionato dal talento di Dunning, lo incoraggiò a credere nelle sue capacità e gli propose di creare il personaggio di Osterzone, un pittore misterioso del XIX secolo il cui lavoro sarebbe stato lodato da critica e pubblico, pur rimanendo anonimo. Dunning iniziò a dipingere con colori speciali forniti da Evans, che li facevano sembrare antichi. Mentre il talento di Dunning guadagnava attenzione e i suoi dipinti circolavano tra i collezionisti come grandi capolavori e venduri a cifre incredibili, Evans si concentrava sempre più sul mercato dell'arte lasciandosi coinvolgere anche da quello dei falsi. Col tempo, Dunning si sentì sempre più sopraffatto dalla situazione e smise di dipingere.
Dieci anni fa, Evans lo invitò all'Hotel Dusk, dove gli rivelò di aver acquistato il motel per creare un proprio studio e farlo tornare a dipingere come Osterzone: Dunning capì che dietro Evans c'era qualcun altro a manipolarlo. Quando la figlia di Dunning, Jenny, venne rapita dalla Nile, che voleva i dipinti di Osterzone, Evans lo ricattò chiedendogli di riprendere a dipingere per riavere la figlia, ma Jenny non tornò mai. Tre anni dopo Dunning, disperato, ricevette da Evans un atto di proprietà dell'Hotel Dusk e lo acquistò, fece pubblicare sul giornale un articolo sulla stanza che fa avverare i desideri e ripartì da zero. Due anni fa, una donna che aveva lavorato alla Galleria May lo minacciò di rivelare la sua identità di Osterzone se non avesse realizzato un dipinto per lei, ma una volta ottenuto il quadro se ne andò senza fornire a Dunning alcuna informazione utile su Evans.
Sei mesi fa, Bradley, braccato dalla Nile e conoscente di Evans, raccontò a Dunning di essere stato coinvolto in un caso con Norman, uno pseudonimo di Evans: la Nile aveva rapito la sorella di Bradley, che si chiamava Mila – proprio come la figlia di Evans –, e se lui voleva salvarla doveva passare informazioni sulla polizia; Bradley fu quindi costretto a tradire i propri colleghi. Appena seppe dove stava sua sorella, vi si precipitò solo per scoprire che era stata appena uccisa da Norman. Mentre Bradley stringeva il corpo ancora caldo della sorella, Norman gli propose di diventare uno di loro: Bradley accettò, ma solo per vendicarsi. Le ultime parole che rivolse a Dunning furono «Robert Evans non tornerà». Quando il mattino seguente se ne andò e Dunning entrò per mettere in ordine la stanza 217, vide che aveva sostituito il quadro appeso sopra il letto con “L’angelo che apre la porta”, lasciando sul letto una vecchia foto ritraente lui e la sorella – già trovata da Kyle – e una chiave. Dunning, che non riusciva a capacitarsi che Evans fosse il Norman della Nile, prese il dipinto e lo mise nello studio segreto, ricoprendolo di bianco come se potesse cancellare anche ciò che gli aveva detto. Da quel giorno, non lascia entrare nessuno nella stanza 217. Quando è venuto il vero Kyle, Dunning ha avuto paura che potesse venire alla luce qualcosa, ma è determinato a proteggere il segreto sopra cui si erge l'Hotel Dusk.
Kyle telefona a Ed e gli racconta tutto ciò che gli ha detto Dunning, e del fatto che Bradley ha lasciato dietro di sé delle tracce affinché Kyle lo trovi; sembra che sapesse che Kyle sarebbe passato di lì. Poco fa Ed ha ricevuto una telefonata dal cliente che voleva gli oggetti che Kyle avrebbe dovuto vendere, dicendo che non li vuole più ritirare. Kyle apre con la chiave la scatola rossa che aveva trovato nell'ufficio di Dunning e trova una lettera di Bradley, in cui ammette di essere stato lui a farlo arrivare all'Hotel Dusk, si rammarica per la situazione nella quale si sono trovati e afferma che la sua vendetta è compiuta, dicendogli di smettere di cercarlo perché ormai è come un fantasma, braccato sia dalla Nile che dalla polizia, chiedendogli infine perdono. Kyle pensa al fatto che, quando Bradley ha saputo che la figlia di Evans e sua sorella avevano lo stesso nome è andato nell'ospedale dove era ricoverata Mila solo per metterle al polso quel braccialetto, domandandosi se abbia ucciso veramente Evans o no.
La mattina seguente, Kyle decide di prendersi una vacanza. Jeff si scusa con lui per i problemi che gli ha causato e afferma di voler comunque costituirsi, consegnandogli una lettera di Martin in cui lo scrittore gli dice di aver parlato con Helen e averle rivelato la verità, promettendole di trovare Alan, annunciandogli inoltre di voler scrivere un vero best seller solo con le proprie forze, ispirandosi a lui per il protagonista. Helen ringrazia Kyle per il tempo trascorso insieme, affermando che tornerà un'altra volta all'Hotel Dusk per dormire nella stanza che fa avverare i desideri. Iris racconta a Kyle di aver rivelato a Kevin di essere la sorella di Grace, parlandogli di quando erano piccole, facendogli capire quanto amore Grace avesse per la propria famiglia e che tutto ciò che ha fatto era solo per proteggere i propri cari (anche se ha preferito non parlargli del nastro), dicendosi sicura che la sorella tornerà dalla propria famiglia. Anche Kevin condivide il pensiero di Iris, e decide di portare Melissa al mare prima di tornare a casa, dicendole che sua madre le vuole tanto bene e perciò prima o poi tornerà.
Infine Kyle saluta Louis, Rosa, Mila e Dunning, ed esce dall'Hotel Dusk.

### Finali
I finali possibili sono tre:
- Se nel capitolo 9 Kyle rianima Mila toccandole la guancia, lui se ne va da solo.
- Se nel capitolo 9 Kyle rianima Mila con la respirazione bocca a bocca, se ne vanno insieme.
- Questo finale è ottenibile solo dopo aver giocato almeno una seconda volta su un salvataggio contrassegnato da una stella (cioè dopo aver completato il gioco almeno una volta) e se Kyle rianima Mila con la respirazione bocca a bocca. Nel capitolo 9 Kyle riceve un nastro da Louis che deve riprodurre nel mangianastri nella camera di quest'ultimo; si sente un codice che, nel capitolo 10, dopo essere uscito dalla stanza nel sotterraneo ed esservi rientrato, Kyle deve inserire nel monitor e decodificarlo. Nell'epilogo Kyle potrà quindi entrare nella stanza 220, “Amore”, e recuperare “il tesoro di Mila” che consegnerà alla ragazza, per poi andarsene insieme.

### Scena post-crediti
In una scena dopo i titoli di coda ambientata pochi giorni dopo, nella Vigilia di Capodanno, e solo se il giocatore conclude il gioco senza alcun game over, finalmente Jenny tornerà sana e salva da suo padre. Nell'epilogo normale la ragazza appare solo parzialmente, ma rigiocando un salvataggio contrassegnato da una stella sarà visibile anche il suo volto.

## Modalità di gioco
Hotel Dusk: Room 215 sfrutta il doppio schermo del Nintendo DS, che va impugnato come un libro, con un'opzione che consente al giocatore di cambiare il lato su cui si trova il touch screen a seconda della mano dominante.
Sul touch screen appariranno gli ambienti dell'hotel, in cui il protagonista si muove e interagisce con gli oggetti, sia le varie opzioni di gioco; il movimento viene effettuato guidando una rappresentazione iconica di Kyle attorno a una mappa dell'hotel sul touch screen o con la croce direzionale, mentre sull'altro schermo viene mostrata una visuale in prima persona. Sono presenti numerosi puzzle. È inoltre previsto un piccolo taccuino su cui sono annotati gli avvenimenti più importanti del gioco e su cui il giocatore può aggiungere ulteriori appunti. I personaggi (ritratti in maniera bidimensionale, in stile cut-out) sono animati con la tecnica rotoscope, mentre uno stile pennellato illustra gli ambienti con sfondi semilavorati in una grafica tridimensionale. La colonna sonora è di genere lounge e il parlato è assente.
Lo sviluppo del gioco ha richiesto circa un anno e mezzo di lavoro, con un gruppo di venti persone coinvolte. In un'intervista con Qj.net, il direttore Taisuke Kanasaki ha affermato che volevano conferire a Hotel Dusk: Room 215 «un'espressione visiva senza precedenti, mai vista prima in un videogioco».

## Accoglienza
| Testata                                | Giudizio |
| -------------------------------------- | -------- |
| Metacritic (media al 15 novembre 2022) | 78/100   |
| Adventure Gamers                       | [ 5 ]    |
| Edge                                   | 6/10     |
| EGM                                    | 8,67/10  |
| Eurogamer                              | 7/10     |
| Everyeye.it                            | 8/10     |
| Famitsū                                | 33/40    |
| Game Informer                          | 7/10     |
| Gamekult                               | 7/10     |
| GamePro                                | 3,75/5   |
| GameRevolution                         | 6/10     |
| GameSpot                               | 8,2/10   |
| GameSpy                                | [ 14 ]   |
| GameTrailers                           | 8,1/10   |
| GameZone                               | 8,9/10   |
| IGN                                    | 7,9/10   |
| Jeuxvideo.com                          | 15/20    |
| Nintendo Power                         | 8/10     |
| The Sydney Morning Herald              | [ 19 ]   |
| Trusted Reviews                        | [ 20 ]   |